# Čching-tao Chaj-li-feng
Čching-tao Chaj-li-feng (čínsky pchin-jinem Qīngdǎo Hǎilìfēng, znaky zjednodušené 青岛海利丰) byl čínský profesionální fotbalový klub, který sídlil ve městě Čching-tao v provincii Šan-tung. Založen byl v roce 1995 pod názvem Čching-tao JVC Čeng-i, zanikl v roce 2012. Klubové barvy byly modrá a bílá. V čínské druhé nejvyšší fotbalové soutěži klub působil celkem 8 ročníků (sezóny 2002–2009).
Své domácí zápasy odehrával na stadionu Kuo-sin s kapacitou 45 000 diváků.
Plný název klubu byl Fotbalový klub Čching-tao Chaj-li-feng (čínsky v českém přepisu Čching-tao Chaj-li-feng cu-čchiou ťü-le-pu, pchin-jinem Qīngdǎo Hǎilìfēng zúqiú jùlèbù, znaky zjednodušené 青岛海利丰足球俱乐部)

## Historické názvy
- 1995 – Čching-tao JVC Čeng-i (Čching-tao JVC Čeng-i cu-čchiou ťü-le-pu)
- 1997 – Čching-tao Pen-ta (Čching-tao Pen-ta cu-čchiou ťü-le-pu)
- 1998 – Čching-tao Chaj-li-feng (Čching-tao Chaj-li-feng cu-čchiou ťü-le-pu)
- 2001 – fúze s Kuang-tung Chung-jüan ⇒ název nezměněn
- 2002 – Che-fej Čchuang-i (Che-fej Čchuang-i cu-čchiou ťü-le-pu)
- 2003 – Čching-tao Ao-kche-ma (Čching-tao Ao-kche-ma cu-čchiou ťü-le-pu)
- 2004 – Čching-tao Chaj-li-feng (Čching-tao Chaj-li-feng cu-čchiou ťü-le-pu)
- 2006 – Čching-tao Chaj-sin (Čching-tao Chaj-sin cu-čchiou ťü-le-pu)
- 2007 – Čching-tao Chaj-li-feng (Čching-tao Chaj-li-feng cu-čchiou ťü-le-pu)
- 2010 – zánik

## Umístění v jednotlivých sezonách
Stručný přehled
Zdroj:
- 1995–2001: Chinese Yi League
- 2002–2003: Chinese Jia-B League
- 2004–2009: China League One

Jednotlivé ročníky
Zdroj:
Legenda: Z - zápasy, V - výhry, R - remízy, P - porážky, VG - vstřelené góly, OG - obdržené góly, +/- - rozdíl skóre, B - body, červené podbarvení - sestup, zelené podbarvení - postup, fialové podbarvení - reorganizace, změna skupiny či soutěže
| Čínská lidová republika (1995 – 2009) |                      |        |     |     |     |     |     |     |     |     |        |
| Sezóny                                | Liga                 | Úroveň | Z   | V   | R   | P   | VG  | OG  | +/- | B   | Pozice |
| 1995                                  | Chinese Yi League    | 3      | ... | ... | ... | ... | ... | ... | ... | ... | 4.     |
| 1996                                  | Chinese Yi League    | 3      | ... | ... | ... | ... | ... | ... | ... | ... | 5.     |
| 1997                                  | Chinese Yi League    | 3      | ... | ... | ... | ... | ... | ... | ... | ... | 3.     |
| 1998                                  | Chinese Yi League    | 3      | ... | ... | ... | ... | ... | ... | ... | ... | 4.     |
| 1999                                  | Chinese Yi League    | 3      | ... | ... | ... | ... | ... | ... | ... | ... | 3.     |
| 2000                                  | Chinese Yi League    | 3      | ... | ... | ... | ... | ... | ... | ... | ... | 5.     |
| 2001                                  | Chinese Yi League    | 3      | ... | ... | ... | ... | ... | ... | ... | ... | 5.     |
| 2002                                  | Chinese Jia-B League | 2      | 22  | 10  | 2   | 10  | 25  | 23  | +2  | 32  | 4.     |
| 2003                                  | Chinese Jia-B League | 2      | 26  | 5   | 9   | 12  | 24  | 39  | -15 | 24  | 13.    |
| 2004                                  | China League One     | 2      | 32  | 10  | 9   | 13  | 36  | 39  | -3  | 39  | 11.    |
| 2005                                  | China League One     | 2      | 26  | 12  | 5   | 9   | 35  | 32  | +3  | 41  | 6.     |
| 2006                                  | China League One     | 2      | 24  | 8   | 7   | 9   | 25  | 32  | -7  | 31  | 7.     |
| 2007                                  | China League One     | 2      | 24  | 10  | 3   | 11  | 27  | 36  | -9  | 33  | 7.     |
| 2008                                  | China League One     | 2      | 24  | 7   | 7   | 10  | 33  | 38  | -5  | 28  | 8.     |
| 2009                                  | China League One     | 2      | 24  | 7   | 5   | 12  | 38  | 45  | -7  | 26  | 10.    |